# Renens-Gare (métro de Lausanne)
Renens-Gare est une station de métro de la ligne M1 du métro de Lausanne, dont elle est le terminus ouest, située place de la gare au sein de la gare de Renens, à l'ouest de l'agglomération lausannoise, dans le canton de Vaud.
Mise en service en 1991, c'est une station accessible aux personnes à mobilité réduite.

## Situation sur le réseau
Établie à 414 mètres d'altitude, la station Renens-Gare est établie au point kilométrique (PK) 7,790 de la ligne M1 du métro de Lausanne, après la station Epenex (direction Lausanne-Flon).

## Histoire
Comme toute la ligne, les travaux de construction de la station débutent en 1988 et elle est mise en service le 2 juin 1991, lors de l'ouverture à l'exploitation de la ligne M1. Son nom a pour origine la gare de Renens, dans laquelle elle est intégrée. En effet, la station n'est séparée du quai le plus au sud de la gare ferroviaire que par une simple barrière.
L'année 2018 voit la station être restructurée dans le cadre de la rénovation de la gare de Renens avec notamment l'élargissement du quai central nécessitant de décaler la voie 62 (côté bâtiment voyageurs CFF), la nouvelle voie étant mise en service le 22 mai 2018 après trois jours de fermeture de la station, l'aménagement du nouveau quai se poursuivant au cours des semaines qui suivent.

## Service des voyageurs

### Accès et accueil
La station compte un unique accès du côté sud de la gare, à gauche du bâtiment voyageurs, la station est implantée le long de la voie 1 de la gare, celle située la plus au sud. Cette configuration ne nécessite donc ni ascenseurs ni escaliers mécaniques, et lui permet d'être accessible aux personnes à mobilité réduite. Elle dispose de deux quais, un quai central et un quai latéral en direction de Lausanne.

### Desserte
La station Renens-Gare est desservie tous les jours de la semaine, la ligne fonctionnant de 5 h 15 à 0 h 45 du matin (à partir de 5 h 50 les dimanches et fêtes) environ, par l'ensemble des circulations qui parcourent la ligne. Les fréquences varient entre 5 et 15 minutes selon le jour de la semaine. La station est fermée en dehors des heures de service de la ligne.

### Intermodalité
Des correspondances sont possibles avec les trains desservant la gare de Renens, dont les lignes des CFF et du RER Vaud. Elle est desservie par les lignes des TL, réparties en deux arrêts distincts :
- Renens - Gare Nord : lignes de bus des TL 17, 19, 32, 36, 38 et 54 ;
- Renens - Gare Sud : ligne de trolleybus 25 et lignes de bus des TL 31, 32 et 33.

Elle sera aussi desservie à l'horizon 2020 par la future ligne T1 du tramway de Lausanne, du côté nord de la gare.

### Encyclopédie spécialisée
- [DEHA97] Michel Dehanne, Michel Grandguillaume, Gérald Hadorn, Sébastien Jarne, Jean-Louis Rochaix et Annette Rochaix, Voies normales privées du Pays de Vaud, Lausanne, BVA, 1997 (ISBN 2-88125-010-6)